# Festung Tarut
Die Festung Tarut (arabisch قلعة تاروت, DMG Qalʿat Tārūt), auch bekannt als Schloss Tarut, Palast Tarut, Portugiesische Festung oder schlicht „Die Festung“, ist eine archäologische Stätte auf einem Hügel im Zentrum der Insel Tarut, südwestlich von Deira, im Osten des Gouvernements al-Qatif in Saudi-Arabien. Der Hügel, bekannt als Tall Tarut, wird auf ein Alter von 5000 Jahren geschätzt. Die Festung selbst soll aus der Zeit des Staates der Uyuniden stammen und später als portugiesischer Verteidigungspunkt genutzt worden sein.
Die Portugiesen renovierten die Festung im 16. Jahrhundert, genauer gesagt am 29. März 1544, während ihrer Besetzung des Arabischen Golfs. Die Festung wurde auf den Überresten eines Tempels errichtet, der der phönizischen Göttin Astarte oder Inanna geweiht war, von der der Name „Insel Tarut“ abgeleitet ist. Die Ruinen und Fundamente des ursprünglichen Tempels sind unterhalb der Festung noch sichtbar.
In der Festung Tarut wurden mehrere Statuen und Keramikstücke aus früheren Epochen entdeckt, darunter Artefakte aus der sumerischen Zeit, dem Fatimiden-Kalifat und der Dilmun-Zivilisation. Die Festung steht jedoch derzeit vor mehreren Herausforderungen, darunter strukturelle Risse in ihren Türmen, die Einsturzgefahr bergen. Darüber hinaus wird das Austrocknen von Ain al-Awda, einer Quelle innerhalb der Festung, der anhaltenden Ölförderung in der Region zugeschrieben.